# Fissidens nigerianus
Fissidens nigerianus là một loài Rêu trong họ Fissidentaceae. Loài này được Bizot ex Brugg.-Nann. mô tả khoa học đầu tiên năm 1997.